# Montréal-Nord
Montréal-Nord is een arrondissement van de Canadese stad Montréal, gelegen in het noordwestelijk deel van de stad en het Île de Montréal.
Montréal-Nord was sinds 1915 een aparte gemeente tot deze in 2002 bij de grote gemeentefusie aan werd Montréal toegevoegd. Voor 1915 was het een wijk van Sault-au-Récollet. De naamgeving reflecteert naar de gewoonte in de Canadese provincie Québec om de Saint Lawrence te zien als een oost-westelijke as, en alle richtingsaanduidingen overeenkomstig aan te passen. Zeker in Montréal waar de Saint Lawrence bijna van zuid naar noord, maar zeker van zuidwest naar noordoost stroomt, verkrijgt men het effect dat het "noorden" eigenlijk het noordwesten of westen is.
In 2011 had het arrondissement 83.868 inwoners, op een oppervlakte van 11,07 km². Het multiculturele arrondissement heeft te kampen met armoede en hoge criminaliteitscijfers. Rond 1980 was de bevolking aangegroeid tot bijna 97.000 inwoners, met sindsdien een gestage daling.